# Чемпионат Европы по русским шашкам среди женщин
Чемпионат Европы по русским шашкам среди женщин — международное соревнование по шашкам, которое проводится под эгидой Всемирной федерацией шашек ФМЖД с 2002 года. Турнир проводится раз в два года в классическом формате и в формате блиц. В 2010 году добавился формат быстрые шашки.
До 11 октября 2015 года Международная федерация шашек (IDF) являлась юридическим лицом Секции-64 ФМЖД согласно решению Генеральной Ассамблеи Секции-64 ФМЖД, которая состоялась 14 сентября 2012 года, в Евпатории, Украина.
После генеральной Ассамблеи ФМЖД, прошедшей 11 октября 2015 года в Измире, Турция, Секция-64 ФМЖД, представленная Международной федерацией шашек, вышла из состава ФМЖД и продолжила свою работу как самостоятельная организация под брендом Международной федерации шашек. Однако ФМЖД продолжает развивать шашки-64, для чего вновь были созданы две секции шашек-64: русских и бразильских. В результате и Секция-64 ФМЖД и IDF проводит свои турниры под названием Чемпионат Европы.

## Призёры
- чемпионат 2020 года из-за пандемии коронавируса переносится на 2021 год

### Классические шашки
| Год             | Место            | Золото                  | Серебро           | Бронза                |
| 2002            | Днепропетровск,  | Юлия Макаренкова        | Людмила Сивук     | Людмила Свирь         |
| 2004            | Калуга,          | Елена Миськова          | Юлия Мосалова     | Юлия Макаренкова      |
| 2006            | Саарбрюкен,      | Екатерина Бушуева       | Юлия Макаренкова  | Елена Миськова        |
| 2008            | Каргополь,       | Елена Миськова          | Юлия Кузина       | Дарья Федорович       |
| 2010            | Солнечный берег, | Наталия Фёдорова        | Виктория Мотричко | Екатерина Бушуева     |
| 2012            | Суздаль,         | Юлия Макаренкова        | Виктория Мотричко | Степанида Кириллина   |
| 2014            | Санкт-Петербург, | Жанна Саршаева          | Дарья Федорович   | Юлия Макаренкова      |
| 2016 IDF        | Тбилиси,         | Жанна Саршаева          | Дарья Федорович   | Юлия Макаренкова      |
| 2018 IDF        | Кранево,         | Вера Хващинская         | Елена Сковитина   | Анастасия Барышева    |
| 2019 FMJD       | Измир,           | Юлия Мосалова           | Кристина Ватолина | Юлия Макаренкова      |
| 2021(браз.)FMJD | Каппадокия,      | Сандаара Апросимова     | Елена Короткая    | Жанна Бупеева         |
| 2021 IDF        | Йыгева,          | Яна Якубович            | Вера Хващинская   | Эмма Саврас           |
| 2023 IDF        | Аланья,          | INA1 Виктория Николаева | Елена Сковитина   | INA1 Полина Петрусёва |
| 2025 IDF        | Кемер,           | Сандаара Апросимова     | Жанна Саршаева    | Виктория Николаева    |

### Быстрые шашки
| Год              | Место            | Золото               | Серебро               | Бронза                 |
| 2010             | Солнечный берег, | Наталия Фёдорова     | Жанна Саршаева        | Юлия Макаренкова       |
| 2012             | Суздаль,         | Степанида Кириллина  | Виктория Мотричко     | Юлия Мосалова          |
| 2014 (браз.)     | Санкт-Петербург, | Жанна Саршаева       | Вера Хващинская       | Софья Морозова         |
| 2016 (браз.) IDF | Тбилиси,         | Жанна Саршаева       | Софья Морозова        | Вера Хващинская        |
| 2018 (браз.) IDF | Кранево,         | Елена Сковитина      | Вера Хващинская       | Дарья Федорович        |
| 2019 FMJD        | Измир,           | Кристина Ватолина    | Елена Короткая        | Матрёна Ноговицына     |
| 2021 FMJD        | Каппадокия,      | Жанна Саршаева       | Сандаара Апросимова   | Наталия Шестакова      |
| 2021 (браз.) IDF | Йыгева,          | Вера Хващинская      | Яна Якубович          | Полина Петрусёва       |
| 2023(браз.) IDF  | Аланья,          | INA1 Вера Хващинская | INA1 Дарья Никифорова | INA2 Кристина Ватолина |
| 2025(браз.) IDF  | Кемер,           | Виктория Николаева   | Сандаара Апросимова   | Жанна Саршаева         |

### Блиц
| Год       | Место            | Золото              | Серебро                  | Бронза              |
| 2002      | Днепропетровск,  | Юлия Макаренкова    | Елена Борисова           | Людмила Свирь       |
| 2004      | Калуга,          | Юлия Макаренкова    | Ольга Рейниш             | Елена Миськова      |
| 2006      | Саарбрюкен,      | Виктория Мотричко   | Елена Миськова           | Екатерина Бушуева   |
| 2008      | Каргополь,       | Виктория Мотричко   | Юлия Макаренкова         | Дарья Федорович     |
| 2010      | Солнечный берег, | Наталия Фёдорова    | Виктория Мотричко        | Екатерина Бушуева   |
| 2012      | Суздаль,         | Степанида Кириллина | Юлия Макаренкова         | Виктория Мотричко   |
| 2014      | Санкт-Петербург, | Софья Морозова      | Жанна Саршаева           | Вера Хващинская     |
| 2016 IDF  | Тбилиси,         | Елена Короткая      | Вера Хващинская          | Софья Морозова      |
| 2018 IDF  | Кранево,         | Елена Сковитина     | Дарья Федорович          | Вера Хващинская     |
| 2019 FMJD | Измир,           | Кристина Ватолина   | Елена Короткая           | Ольга Губарева      |
| 2021 FMJD | Каппадокия,      | Жанна Саршаева      | Софья Орлова             | Елена Короткая      |
| 2021 IDF  | Йыгева,          | Полина Петрусёва    | Виктория Николаева       | Милда Йоцайте       |
| 2023 IDF  | Аланья,          | Елена Сковитина     | INA2 Дайаана Кондратьева | INA2 Жанна Саршаева |
| 2025 IDF  | Кемер,           | Тунаара Фёдорова    | Елена Сковитина          | Полина Петрусёва    |